# Creator Omnium
Creator Omnium foi um bula emitida pelo papa Eugênio IV em 1434 que excomungou qualquer um que escravizasse cristãos das Ilhas Canárias.

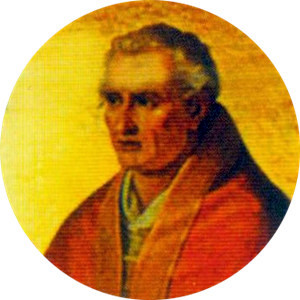
Eugênio IV

## Pano de fundo
O cristianismo havia conquistado muitos convertidos nas Ilhas Canárias no início dos anos 1430; no entanto, a propriedade das terras havia sido objeto de disputa entre Portugal e o Reino de Castela. A falta de controle efetivo resultou em ataques periódicos às ilhas para obter escravos. Desde o Conselho de Coblença, em 922, a captura de cristãos como escravos por outros cristãos havia sido condenada.
Em 1424, o príncipe Henrique de Portugal enviou uma frota para invadir Gran Canária. A expedição falhou. Em 1432, ele tentou convencer seu pai, João I de Portugal, a financiar outra tentativa. No entanto, quando seu irmão, Duarte herdou o trono em 1433, o novo rei concordou. Uma aterrissagem em Gran Canaria foi feita em 1434, mas repelida pelos nativos Guanches, e a expedição então saqueou as missões castelhanas em Lanzarote e Fuerteventura.
Fernando Calvetos, bispo castelhano de San Marcial del Rubicón em Lanzarote, apresentou uma queixa, apoiada pelo arcebispo de Sevilha. Calvetos informou o papa da pilhagem realizada pelos "piratas" portugueses. O papa Eugênio IV emitiu Regimini gregis em 29 de setembro de 1434, e o criador Omnium, em 17 de dezembro de 1434, proibindo mais ataques às Canárias e ordenando a imediata suspensão de todos os cristãos convertidos escravizados durante o ataque.

## Conteúdo

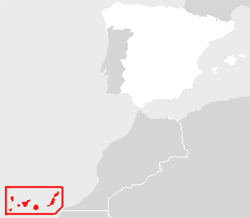
Mapa localizador de Canárias

Creator Omnium faz alusão à humanidade comum entre conversores e convertidos.  Eugênio excomungou qualquer um que escravizasse os cristãos recém-convertidos, a pena de permanecer até o cativo ser restaurado à sua liberdade e posses.
Não está claro até que ponto os invasores fizeram uma distinção entre cristãos e não cristãos. Michael Stogre sustenta que Nicolau pretendia a proibição de proteger também os não-cristãos, de acordo com a visão de Inocêncio IV de que o rebanho de Cristo incluía "ovelhas pagãs" que ele esperava cristianizar.

Os soldados portugueses continuaram a invadir as ilhas durante 1435 e Eugênio emitiu um novo decreto, Sicut Dudum, que proibia a realização de guerras contra as ilhas e afirmava a proibição da escravização.